# ベルギー国立銀行
ベルギー国立銀行（ベルギーこくりつぎんこう、蘭：Nationale Bank van België 仏：Banque nationale de Belgique 独：Belgische Nationalbank）はベルギーの中央銀行。欧州中央銀行制度に参加している。日銀のモデルとなり（松方正義#明治維新後）、ユーロ導入前は独自通貨ベルギー・フランを発行していた。
ベルギー総合会社は国立銀行と別の経済主体であるが、しかし国立銀行の設立時に通貨発行権を譲った歴史をもっており、現代へいたるまでの経営史も他行との関わりにおいて興味深いため、一節を割いて説明している。

## 国立銀行の歴史

### コックリルとロスチャイルド
ベルギーがまだネーデルラント連合王国に属していた時代、1822年にソシエテ・ジェネラル・ド・ベルギーという総合商社が立ち上がった。ここではベルギー総合会社と呼ぶ。ウィレム1世が発起人であり、彼とその家族が株式の大部分を保有した。この会社は旧教会領や工業会社のデベロッパーとして大掛かりな抵当貸付を営む一方、政府銀行家として国債を発行したり、中央銀行として発券したり貯蓄銀行の資金を預かったりした。
1835年、対抗馬となるベルギー銀行をチャールズという男がつくった。ベルギー銀行はジョン・コックリルと組んで、ベルギー総合会社とロスチャイルドが1832年から計画してきたパリ＝ブリュッセル鉄道の利権を奪った。1838年の金融危機に、ベルギー総合会社は250万フランの即時手形（2-3日以内）をベルギー銀行へ突きつけて、このライバルを潰そうとした。もっとも、1830-40年代にベルギー総合会社はしばしばロスチャイルド家と国債引受を共同した。1840-48年の間にベルギー総合会社は国王の持株を買収した。1848年革命でベルギー総合会社とベルギー銀行がともにデフォルトしてしまった。国家経済を立て直すべく、ベルギーは双方の銀行券を法定通貨として認めた。すなわち、1851年にベルギー国立銀行が両行の発券権能と国庫金出納を吸収して開業に至ったのである。このときベルギー総合会社は国立銀行株を1万株取得した。
元法務大臣のフランソワ・ド・オシー卿が初代総裁となった。副総裁は元議員のLouis Deswert (1795-1864)が務めた。理事には、銀行家のジョナサン・ラファエル・ビショフサイム、元議員のEugène Prévinaire、L. Doucet、J. Matthieu、そして F. Vander Elst が就任した。およそ20年間、理事会は異動がなかった。設立したばかりは優先すべき事項に追い立てられていたが、およそ片付くと支店を全国展開し割引事務所もつくった。1882年、財務大臣のシャルル・グロが世界展開を打診した。1900年にも、ヘント生まれの総理大臣ポール・ド・スメから同様の意見が提出された。後に国立銀行はそれら建議を破棄したが、大不況をすぎて1908年にベルギー領コンゴでの現金預け払いを営むようになった。

### ゼーラント兄弟から今日まで
政府からの要求がエスカレートしてゆき、第一次世界大戦までにベルギー国立銀行は10億ベルギーフランをこえる銀行券を発行していた。政府のラテン通貨同盟をめぐる交渉にも参加した。交渉過程では景気循環を計算に入れて為替レートを決めたり、参加国の金属準備・金為替両方の制度をつくったりした。また、一貫して口座振替制度を牽引してきた。
戦中ドイツ帝国に占領されて、1918年11月まで後述のベルギー総合会社に発券を代行させた。
1926年10月25日の勅令で、金流出防止の観点から、業務範囲が定款における限定列挙で拘束された。その一つは、国債または他の政府・植民地の保証付き証券、そしてこれらと並ぶルクセンブルクの有価証券を担保として貸付ができるとしていた。
1935年、ベルギー・ルクセンブルク通貨同盟により、ルクセンブルク・フランとベルギー・フランとの交換比率が改定された。その翌年、ベルギー国立銀行はルクセンブルクへ代理店を設置した。1939年、第二次世界大戦でナチス・ドイツが侵攻してくると、理事は国外へ逃亡してしまった。その間に占領軍がブラッセル発券銀行を設立した。1940年7月、理事がマネーサプライをコントロールするために帰国を決めた。こうしてベルギーに二つの発券銀行が並び立ったのである。
戦後は1993年3月22日の立法によるまで国立銀行の独立性が制限された。1988年12月23日の立法で、発券と目的については定款があってないような緩いものとなった。国立銀行は手形交換所と証券集中保管機関も展開するようになった。監査は1935年設立の銀行金融委員会にある一部局が行っている。
ベルギー国立銀行は1851年の設立以降、ベルギー・フランやユーロの紙幣を印刷・発行してきた。貨幣価値の安定や、とくに金融システムの健全性や価値の維持に努めてきた。ベルギー政府の国庫管理や国債の発行なども扱っている。さらに年金基金の日常業務も行っている。フランス銀行の系譜を引きながら、預金供託金庫のような相方がない。
ベルギー国立銀行は有価証券処理システム、預金・金融商品保険を運営する。2003年以降は個人を対象とした信用情報センターを開設している。センターでは消費者金融、抵当融資の情報をすべて把握し、消費者を過剰債務から保護している。

## ベルギー総合会社

### 投資会社として
国立銀行設立後、ベルギー総合会社の主要株主にパリバやユニオン・ミニエールが名を連ねた。証券投資専門の子会社をつくり、鉱工業企業株を長期にわたり支配した。レオポルド2世のとき、王室がベルギー総合会社の持株を政府にふっかけて売却した。公私混合形態となったベルギー総合会社は1886年からの不況を耐えぬき、やがて露仏同盟を利用した鉱業・鉄道投資と列強各国の帝国主義発展に力を入れて、支店数を19世紀後半の半世紀で20倍ほどに増やした。
20世紀初頭に中国の諸都市とロンドン、パリ、カイロに拠点をもった。コンゴと南米の国策銀行設置にも加担した。
第一次世界大戦ではドイツ帝国に占領されてしまい、緊急措置として本社をロンドン支店へ移した。母国ではドイツ帝国がベルギー国立銀行の発券を禁止したので、ベルギー総合会社が代行したが、戦中におよそ20億ベルギーフランを発行した。しかも事業拡大を続け、ルクセンブルク、ニューヨーク、イスタンブール、香港などへ進出したうえ、イスパニア・東欧にも利権を獲得した。1922年時点のバランスシートは会社がどれほど膨張したかを示していた。
世界恐慌が訪れ数え切れない企業が損害を出したが、ベルギー総合会社も例外ではなかった。抜け道だらけの銀証分離規制をかいくぐり、1934年8月のデクレで持ち株会社と新設の銀行部門（Société générale de banque）に分かれた。後者は直ちにデビアスや大西洋銀行（Banque Transatlantique）と連携し、ダイヤモンド顧問会議（現Antwerp Diamond Bank）を召集した。1941年、ケミカル銀行（現JPモルガン）がADBニューヨーク特別代理店を設置するのを助けた。第二次世界大戦中はナチス・ドイツに占領されてしまい、平常業務が滞るくらいだったので会社の成長はなかったとされている。
1955年コックリル・ウーグレ（Cockerill-Ougrée、スラン工場とウーグレ・マリエの合同、現アルセロール・ミッタル）コンツェルンを引きつづき傘下におき、1957年ロスチャイルドをともないリオ・ティントをカナダへ進出させた。英米ドイツに対してはソルベーコンツェルンと出資により事業関係をもった。ソルベーは当時、アライド・ケミカル（現ハネウェル）の20％、インペリアル・ケミカル・インダストリーズの25％を支配し、またIG・ファルベンインドゥストリーとも結合していた。

### 決済事業者として
旧三国同盟の独占資本が再び国際金融で活躍する時がきた。
ローマ条約が結ばれてから、ベルギー総合会社は決済事業へまい進した。オランダ・アムステルダム銀行（現ABNアムロ銀行）とドイツ銀行の間に「紳士クラブ」と呼ばれる協定を結んだ。ブレトン・ウッズ協定がヨーロッパの国際決済銀行へ切り込み、通貨の主導権をめぐる攻防が展開される中で欧州の結束が強まったのである。実際、1958年にはヨーロッパ通貨協定ができている（国際通貨基金#ブレトン・ウッズ体制）。1963年にミドランド銀行（現HSBC）を加えて紳士クラブは欧州顧問委員会となった。委員会は1970年にEuropean Banks International Company という名前のベルギー法人となった。発足後、この会社には錚々たる銀行が参加した。ソシエテ・ジェネラル、クレディタンシュタルト、Banca Commerciale Italiana である。この会社はユーロクリアのできた1968年に、大西洋間チャンネルとして欧米銀行会をニューヨークに設立している。
ベルギー領コンゴの独立後、総合会社関連企業は現地での営業を継続した。もっとも、政治的圧力から事業が二分され、それぞれの根拠法が本国のものとコンゴのものになった。
1972年、総合会社はカード事業へ参入した。1977年、国際銀行間通信協会に参加した。
カード事業をきっかけとして一般の個人客にもサービスを提供するようになり、総合会社は1985年にジェネラルバンクと改称した。1988年にはスエズ金融などから買収を仕掛けられ、スエズの傘下におさまった。
1998年、スエズSAがベルギー総合会社を売却し、翌年フォルティスグループが受け皿となった。
2003年、フォルティスからベルギー総合会社の香港支店Generale Belgian Bank が中国工商銀行に売却された。

## 組織・形態
ベルギー国立銀行は資本金1000万ユーロの株式会社である。株式総数は40万株となっていて、そのうち20万株は国が保有する記名株式であり、譲渡されることはないものである。残りの20万株は記名株式となっていたり、無記名株式となっていたりする。ただし、松方正義が日本銀行をつくった時点では全額民間出資であった。
ベルギー国立銀行は、組織の基本原理を定めた「ベルギー国立銀行定款」に従うこととされている。このため総裁や理事はベルギー国王が任命することとなっている。同行内部機関として、総裁、役員会、理事会、監査役会がある。
総裁

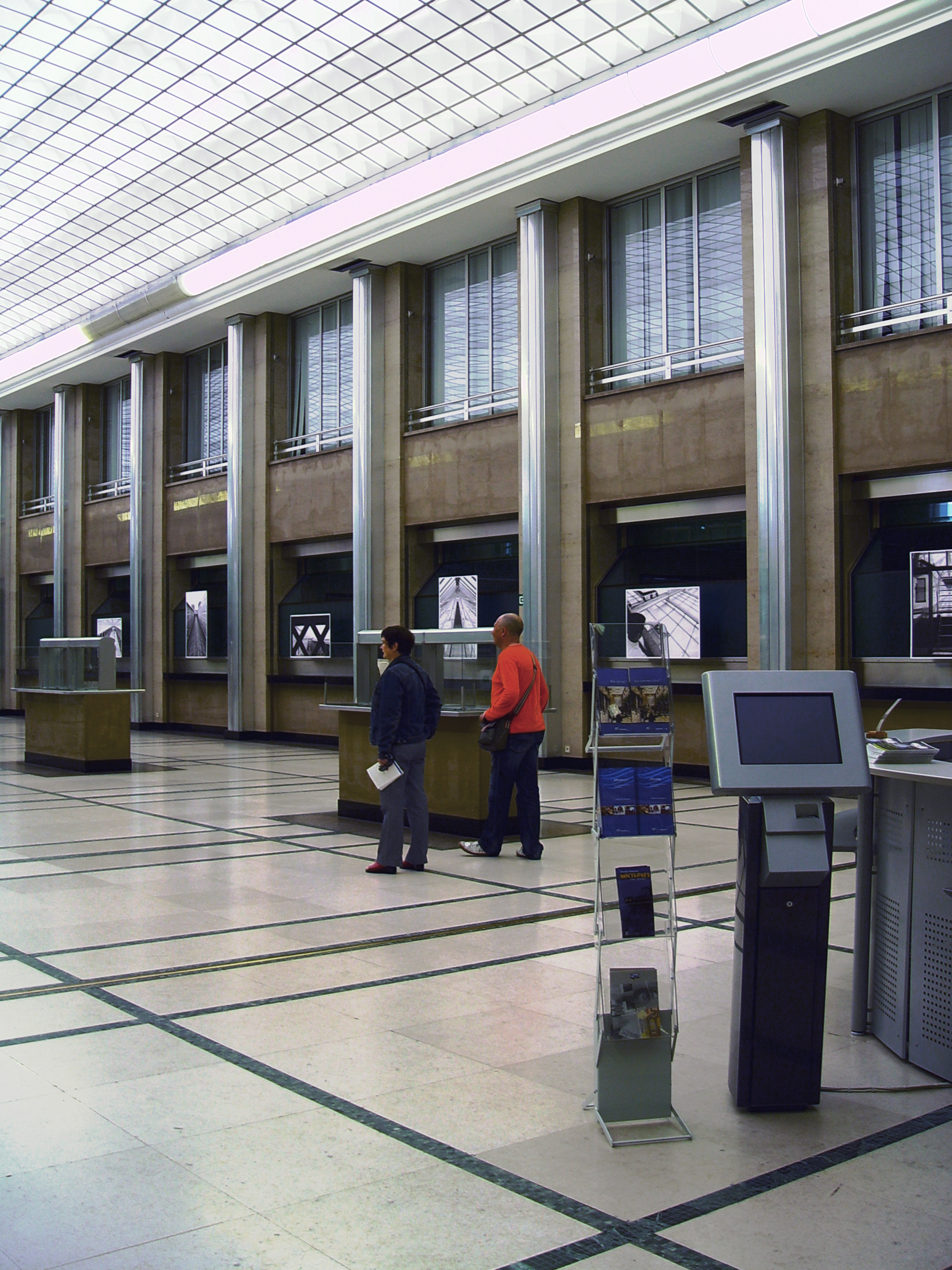
ベルギー国立銀行本店内

総裁は国王に任命され、任期は5年で再任可能である。欧州中央銀行の規程も考えなければならないが、総裁が職務を継続させることが困難となったり、あるいは重大な過失を犯した場合に限り、国王は総裁を解任することができる。パウル・ファン・ゼーラントが副総裁から首相となった例がある。
役員会
役員会は総裁と理事（下限が5名、上限が7名）で構成される。役員会はフランス語話者とオランダ語話者が同数で構成することとされている。役員会は銀行の業務を司り、政策方針を決定する。
監査役会
監査役会は10名で構成される。理事会と同じく監査会においてもフランス語話者とオランダ語話者が同数で構成することとされている。監査役会は財務の適切な配分・執行が行われているかを監視する役割を担っている。監査役の任期は3年で、株主総会において選任される。1926年10月25日の勅令で、株主総会で選出された産業界の利益代表者3名が定員に加えられた。
理事会
理事会は職種・業種などの団体の代表者で構成される審議の場である。理事は3年を任期として株主総会で選出され、再任が可能である。理事のうち2人は労働者団体の、3人は商工業、農業、中産層団体の、5人は財務相のそれぞれの提言に基づいて選任される。理事会の使命には利益分配の最終調整や、銀行の業務・決算の年間報告書の承認がある。これは株主総会の承認とは別に行われるものである。